# Distretto di Bulgan (Dornod)
Il distretto di Bulgan è uno dei quattordici distretti (sum) in cui è suddivisa la provincia del Dornod, in Mongolia. Conta una popolazione di 1.775 abitanti (censimento 2009). 